# Ola Jonsson
Ola Jonsson, né le 3 novembre 1966 à Stockholm, est un ancien joueur de tennis professionnel suédois.

## Carrière
Jonsson remporte deux titres ATP en double en 1991 à Florence avec Magnus Larsson, puis en 1992 à Palerme aux côtés de Johan Donar. Il remporte également un titre sur le circuit Challenger en 1992, à Venise avec Donar.
En simple, il s'est qualifié pour le Masters du Canada en 1990.

## Palmarès

### Titres en double (2)
| No | Date       | Nom et lieu du tournoi                          | Catégorie    | Dotation  | Surface      | Partenaire     | Finalistes                       | Score         |  |
| -- | ---------- | ----------------------------------------------- | ------------ | --------- | ------------ | -------------- | -------------------------------- | ------------- |  |
| 1  | 10-06-1991 | Torneo Internazionale Citta di Firenze Florence | World Series | 225 000 $ | Terre (ext.) | Magnus Larsson | Juan Carlos Báguena Carlos Costa | 3-6, 6-1, 6-1 |  |
| 2  | 28-09-1992 | Campionati Internazionali di Sicilia Palerme    | World Series | 285 000 $ | Terre (ext.) | Johan Donar    | Horacio de la Peña Vojtěch Flégl | 5-7, 6-3, 6-4 |  |

### Finales en double (2)
| No | Date       | Nom et lieu du tournoi | Catégorie    | Dotation  | Surface      | Vainqueurs                     | Partenaire      | Score         |  |
| -- | ---------- | ---------------------- | ------------ | --------- | ------------ | ------------------------------ | --------------- | ------------- |  |
| 1  | 30-07-1990 | Sanremo Open Sanremo   | World Series | 225 000 $ | Terre (ext.) | Mihnea-Ion Năstase Goran Prpić | Fredrik Nilsson | 6-3, 6-7, 3-6 |  |
| 2  | 09/09/1991 | Geneva Open Genève     | World Series | 225 000 $ | Terre (ext.) | Sergi Bruguera Marc Rosset     | Per Henricsson  | 6-3, 3-6, 2-6 |  |

## Parcours dans les tournois duGrand Chelem

### En double
| Année | Open d'Australie         | Open d'Australie          | Internationaux de France    | Internationaux de France | Wimbledon                   | Wimbledon           | US Open                  | US Open                 |
| ----- | ------------------------ | ------------------------- | --------------------------- | ------------------------ | --------------------------- | ------------------- | ------------------------ | ----------------------- |
| 1991  | —                        | —                         | 2e tour (1/16) D. Engel     | J. Fitzgerald A. Jarryd  | —                           | —                   | 1er tour (1/32) A. Mora  | T. Nelson M. Washington |
| 1992  | —                        | —                         | 1er tour (1/32) O. Rahnasto | B. Garnett T. Svantesson | 1er tour (1/32) T. Scherman | N. Borwick S. Youl  | —                        | —                       |
| 1993  | 1er tour (1/32) J. Donar | Todd Nelson T. Svantesson | 1er tour (1/32) J. Donar    | J. Eltingh P. Haarhuis   | 1er tour (1/32) R. Båthman  | D. Visser L. Warder | 1er tour (1/32) J. Donar | Doug Flach David Witt   |

N.B. : le nom du ou de la partenaire se trouve sous le résultat ; le nom des ultimes adversaires se trouve à droite.